# Садовое (Скадовский район)
Садовое (укр. Садове) — посёлок в Чулаковской сельской общине Скадовского района Херсонской области Украины.
Население по переписи 2001 года составляло 683 человека. Почтовый индекс — 75622. Телефонный код — 5539. Код КОАТУУ — 6522385001.
Расстояние до районного центра г. Скадовск — 77 км, расстояние до областного центра г. Херсон — 85 км.

## История посёлка Садовое
Посёлок основан в нач. XX в. в период проведения Столыпинской аграрной реформы. В 1921 г. создан совхоз «Циммервальд».
На 1923 г. совхоз «Циммервальд» Алексеевского сельсовета насчитывал 102 жителя (70 муж., 32 жен.). В 1922—1923 гг. на агробазе «Циммервальд» были заложены показательные опыты с оригинальными сортами кукурузы, организованы спаривательные пункты, действовал племрассадник крупного рогатого скота и племрассадник по овцеводству.
На 1 января 1928 г. посёлок носил название племхоз Циммервальд Памятного сельсовета, в котором насчитывалось 124 жителя (70 муж., 54 жен.) преимущественно украинской национальности.
На 1 сентября 1946 г. Циммервальд переименован в посёлок совхоза «Каракульэкспорт» Памятненского сельсовета.
По решению исполкома Херсонского областного Совета депутатов трудящихся от 31 июля 1958 г. № 717 посёлок совхоза «Каракульэкспорт» Памятненского сельсовета получил название посёлок Садовое.
По решению исполкома Херсонского областного Совета депутатов трудящихся от 14 мая 1959 г. № 337 посёлок Садовое и сёла Вольная Дружина, Ивановка, Индустриальное (ныне — Братское) Памятненского сельсовета переданы в подчинение Краснознаменскому сельсовету, центр которого перенесен в посёлок Садовое, а сельсовет переименован в Садовский сельский совет (посёлок Садовое, сёла Вольная Дружина, Ивановка, Индустриальное, Краснознаменка, Вольная Украина, Очаковское, Свободный Порт) — территория совхоза «Каракульэкспорт».
Совхоз переименован в «Южный». По истории посёлка в советское время есть заметка в академическом издании «История городов и сёл Украинской ССР: Херсонская область» (К., 1972).
С 24 февраля 2022 года посёлок оккупирован российскими войсками в ходе вторжения России на Украину.

## Местная власть
75635, Херсонская обл., Скадовский р-н, с. Чулаковка, ул. Октябрьская.

## На территории посёлка расположены
Школы 
— Садовская ООШ I—III ст. 
Детские сады 
— Детский сад «Ласточка».
Сельские библиотеки
— Сельская библиотека в п. Садовое;
Медицинские учреждения 
— Садовская участковая больница в п. Садовое;
Дома культуры 
— Сельский клуб в п. Садовое;
Церкви
— п. Садовое: парафия Вознесения Господня.